# Protracheoniscus darevskii
Protracheoniscus darevskii är en kräftdjursart som beskrevs av Borutzkii 1975. Protracheoniscus darevskii ingår i släktet Protracheoniscus och familjen Trachelipodidae. Inga underarter finns listade i Catalogue of Life.